# 花之戰爭
《花之戰爭》，為泰國GMM 25於2022年2月14日起播出的情節電視劇，由Lukkade、Sonia、Krist、Aye、Gun、June及Fiat主演。
此劇由GMMTV製作，在2020年12月GMMTV的「The New Decade Begins」活動上公開先導預告片。其後，此劇於2022年2月在GMM 25電視台及Viu首播，同年4月終映。

## 劇情簡介
此劇講述一個情婦，被其對象的妻子虐待後回來報仇的故事。兩個情敵之間的恩怨，傳遞到她們的下一代，並發展成為兩個家庭分支之間的戰爭。Ornnapha是一位百萬富翁的情婦，她是泰國最大的花卉企業的東主。多年來，她一直被丈夫的正室Kannika虐待。當她們的丈夫去世時，Kannika將Ornnapha趕出了家門，Ornnapha因此對Kannika極為怨恨。
三十多年後，Ornnapha心中的怨恨從未止息。她把這種仇恨傳授給女兒和孫子孫女，並與她的女兒Onsalao，和她的孫子Korn及Wech一起，回到Kannika家報仇，希望奪回「本應屬於她的東西」。此後，兩個家庭開始了一場充滿詭計、欺騙和背叛的戰爭。

## 演員列表
註：括號內的演員或角色姓名為小名或中文名（如有）。

### 第一代家族成員
- 當道·賈魯欽達（Dao）飾演 Kannika

百萬富翁的正室妻子。
- 頓潭·薩利圖爾（Tuk）飾演 Ornnapha

百萬富翁的情婦。
- Jarusiri Phuwanai（Tu）飾演 Priew

Kannika的妹妹。

### 第二代家族成員
- 米甚妮·金貝恩（Lukkade）飾演 Thantawan（Tawan）

Kannika的女兒，與Win是母親安排的無感情婚姻關係。她與Rut彼此相愛，在與Win離婚後兩人發展關係。
- 索尼亞·考琳·李（Sonia）飾演 Onsalao

Ornnapha的繼女，Phallop的妻子，與Rut為不倫戀關係。
- 威利·麥克托什（英语：Willy McIntosh） 飾演 Rut

Tawan、Onsalao的情夫，與Tawan生下Non、Ai，與Onsalao生下Korn。
- 阿披南·普拉瑟瓦塔納坤（M） 飾演 Win

Tawan的丈夫，Min的爸爸。
- Wayne Falconer 飾演 Phallop

Onsalao的丈夫，Wech的爸爸，與Onsalao的關係不好。

### 第三代家族成員
- 莎楠查娜·阿芘莎麥蒙空（Aye）飾演 Min

Tawan與Win的長女，與Korn敵對。
- 阿塔潘·葐沙瓦（Gun）飾演 Non

Tawan與Rut的二子，Ai的哥哥。
- 婉維茉·珍薩瓦米緹（June）飾演 Ai

Tawan與Rut的幼女，Non的妹妹。
- 皮拉瓦·山坡提拉（Krist）飾演 Korn

Onsalao與Rut的兒子。他假裝愛上了Tawan，為媽媽和祖母復仇。
- 帕塔丹·詹金（Fiat）飾演 Wech

Onsalao與Phallop的兒子。

### 其他演員
- 辛納拉·西里朋查瓦雷（Mike）飾演 Namchiao
- Pawornwan Verapuchong（Ava）

Ai的朋友。
- Preeyaphat Lawsuwansiri（Earn）

Ai的朋友。

## 劇集原聲帶
| 歌名         | 歌手                  | 來源  |
| ------------ | --------------------- | ----- |
| เกลียดเธอไม่ลง | 皮拉瓦·山坡提拉       | [ 7 ] |
| ยอม          | 莎楠查娜·阿芘莎麥蒙空 | [ 8 ] |

## 劇集迴響

### 泰國電視收視率
- 收視最低的集數以藍色表示，收視最高的集數以紅色表示，而空格則表示該集的收視沒有相關數據。

| 集數 No.   | 播放時段 (UTC+07:00) | 播放日期     | 平均收視率 | 來源   |
| ---------- | -------------------- | ------------ | ---------- | ------ |
| 1          | 2022年2月14日        | 星期一 20:30 | 0.141      | [ 9 ]  |
| 2          | 2022年2月15日        | 星期二 20:30 | 0.157      | [ 10 ] |
| 3          | 2022年2月21日        | 星期一 20:30 | 0.068      | [ 11 ] |
| 4          | 2022年2月22日        | 星期二 20:30 | 0.065      | [ 12 ] |
| 5          | 2022年2月28日        | 星期一 20:30 | 0.108      | [ 13 ] |
| 6          | 2022年3月1日         | 星期二 20:30 | 0.070      | [ 14 ] |
| 7          | 2022年3月7日         | 星期一 20:30 | 0.049      | [ 15 ] |
| 8          | 2022年3月8日         | 星期二 20:30 | 0.026      | [ 16 ] |
| 9          | 2022年3月14日        | 星期一 20:30 | 0.076      | [ 17 ] |
| 10         | 2022年3月15日        | 星期二 20:30 | 0.132      | [ 18 ] |
| 11         | 2022年3月21日        | 星期一 20:30 | 0.069      | [ 19 ] |
| 12         | 2022年3月22日        | 星期二 20:30 | 0.047      | [ 20 ] |
| 13         | 2022年3月28日        | 星期一 20:30 | 0.126      | [ 21 ] |
| 14         | 2022年3月29日        | 星期二 20:30 | 0.121      | [ 22 ] |
| 15         | 2022年4月4日         | 星期一 20:30 | 0.057      | [ 23 ] |
| 16         | 2022年4月5日         | 星期二 20:30 | 0.047      | [ 24 ] |
| 17         | 2022年4月11日        | 星期一 20:30 | 0.187      | [ 25 ] |
| 18         | 2022年4月12日        | 星期二 20:30 | 0.157      | [ 26 ] |
| 平均收視率 | 平均收視率           | 平均收視率   | 0.095      | 1      |

^1  基於每集的平均觀眾份額。

## 外部連結
- GMM25 官方網站 （页面存档备份，存于）（泰文）
- GMMTV 官方網站（泰文）
- YouTube上的《花之戰爭》播放列表
- 劇集介紹及劇評 （页面存档备份，存于）（英文）
- 豆瓣电影上《花之戰爭》的資料 （简体中文）